# Одуново
Одуново — упразднённый блок-пост (тип населённого пункта) в Магдагачинском районе Амурской области России. Исключен из учётных данных в 1974 году.

## География
Урочище находится в центральной части Амурской области, на левом склоне пади Сивакинская, у бывшего одноимённого разъезда Транссиба, на расстоянии примерно 10 километров (по прямой) к северо-востоку от поселка Сиваки.

## История
Решением Амурского исполкома от 7 июня 1974 года № 253, блок-пост Одуново исключен из учётных данных как несуществующее.